# Nathaniel Shaler

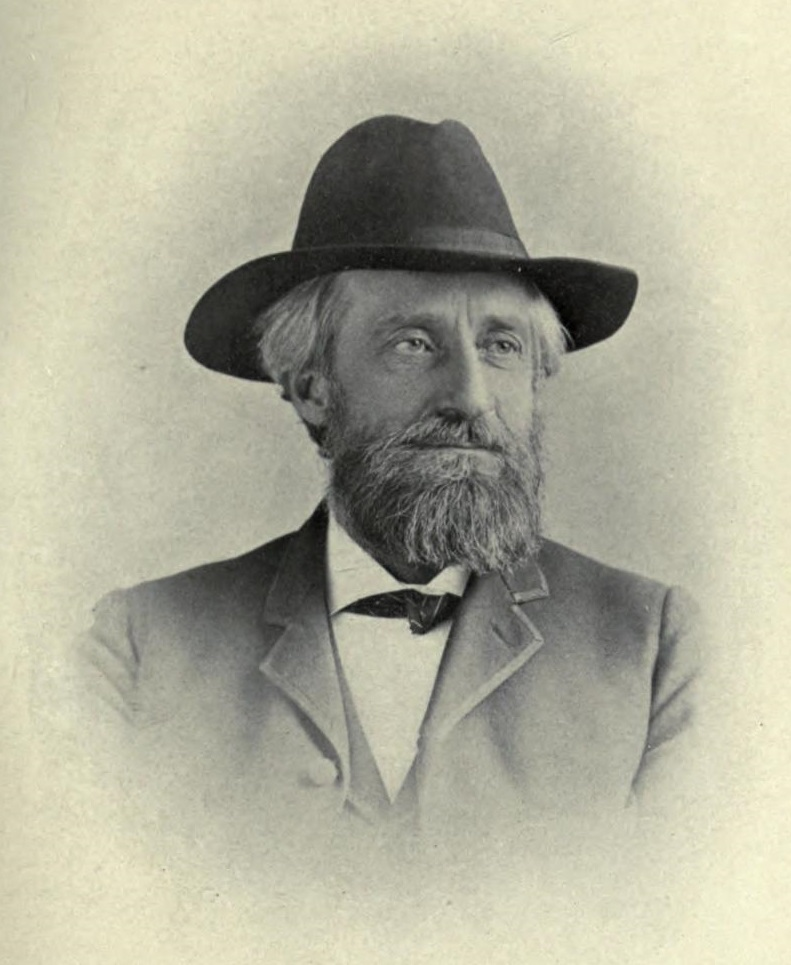
Nathaniel Shaler (1894)

Nathaniel Southgate Shaler  (* 20. Februar 1841 in  Newport, Kentucky; † 10. April 1906 in Cambridge, Massachusetts) war ein US-amerikanischer Geologe und Paläontologe.

## Leben
Shaler studierte an der Harvard University unter Louis Agassiz mit dem Bachelor-Abschluss summa cum laude 1862, diente zwei Jahre als Offizier der Nordstaaten im Sezessionskrieg in Kentucky (was durch Krankheiten beendet wurde) bevor er 1864 nach Harvard zurückkehrte und dort 1868 Lecturer, 1869 Professor für Paläontologie und 1888 für Geologie wurde. Ab 1891 war er Dekan der Lawrence Scientific School in Harvard und er war in Harvard ein beliebter Lehrer.
Nachdem er bereits 1869 in die American Academy of Arts and Sciences gewählt worden war, wurde er 1873 Direktor des Kentucky Geological Survey, was er bis 1880 blieb. Von 1884 bis 1900 war er Leiter der Abteilung Atlantikküste des US Geological Survey. 1895 wurde er Präsident der Geological Society of America. 1898 wurde er in das National Institute of Arts and Letters gewählt.
Anfangs war er wie sein Lehrer Agassiz ein Gegner der Evolutionstheorie von Charles Darwin, akzeptierte sie aber später, wobei auch Neo-lamarckistische Ideen einflossen. Er schrieb viele populärwissenschaftliche Bücher über Geologie und Evolution, aber auch über Geographie, Geschichte und Philosophie. Obwohl er im Bürgerkrieg auf Seiten der Nordstaaten kämpfte, war er ein Verteidiger der Sklaverei und Rassist, der an die Überlegenheit der weißen Rasse glaubte.
Als Geologe veröffentlichte er zu verschiedenen Themen lokaler Geologie (Umgebung von Boston, Kentucky) auch über Geologie und Straßen, Bodenbildung und Sümpfe. Die letzten beiden Themen waren aus seinem Interesse für angewandte Geologie entstanden, den Problemen von Landverteilung und Bewertung vom Land im Rahmen der Besiedlung des Westens und der Urbarmachung von Sümpfen für die Landwirtschaft. Auch viele seiner populärwissenschaftlichen geologischen und historisch-geographischen Bücher gingen auf das Verhältnis von Mensch und natürlicher Umwelt ein. Sein Stil ist häufig von einem enthusiastischen  Fortschrittsoptimismus geprägt.
1909 veröffentlichte er seine Autobiographie. Außerdem veröffentlichte er einen Roman über Elizabeth I. von England und Gedichte über den Bürgerkrieg.
Nach ihm ist der Mondkrater Shaler benannt. Gleiches trifft seit 1972 auch für die Shaler-Kliffs im ostantarktischen Coatsland zu.

## Schriften
Bücher:
- Herausgeber und Mitautor: Geological Survey of Kentucky, 6 Bände, 1876–1882
- The Geology of Boston and its Environs, in: The Memorial History of Boston 1880
- Illustrations of the Earth’s Surface: Glaciers, Boston 1881
- A first book in geology, Boston 1884
- Nature and Man in America, New York 1891
- Kentucky, a Pioneer Commonwealth, Boston 1884
- Aspects of the earth, New York 1889
- The Story of Our Continent 1892
- Sea and Land: Features of Coasts and Oceans, New York 1892
- The Interpretation of Nature 1893
- The United States of America, 2 Bände, 1894
- Domesticated Animals, 1895
- The Geology of the Road-Building Stones of Massachusetts 1895
- American Highways 1896
- Geology of the Cape Cod District 1898
- Outlines of the Earth’s History, New York 1898
- Geology of the Narragansett Basin 1899
- The Individual: Study of Life and Death 1900
- A Comparison of the Features of the Earth and the Moon 1903
- The Citizen: A Study of the Individual and the Government 1904
- The Neighbor 1904
- Man and the earth 1905
- From Old fields. Poems of the Civil War, 1906
- The Autobiography of Nathaniel Southgate Shaler, with a supplementary memoir by his wife, Boston 1909

Einige Aufsätze:
- On the Formation of Mountain Chain, Geological Magazine, 5 (1868), S. 511–517
- Sea Coast Swamps of the Eastern United States, in: United States Geological Survey, Sixth Annual Report (Washington, D.C., 1886), S. 359–398
- The Geology of the Island of Mount Desert, Maine, US Geological Survey, Eighth Annual Report (Washington, D.C., 1889), S. 987–1061
- General Account of the Fresh-Water Morasses of the United States. With a Description of the Dismal Swamp District of Virginia and North Carolina, US Geological Survey,  Tenth Annual Report (Washington, D.C., 1890), S. 255–339
- The Origin and Nature of Soils, US Geological Survey, Twelth Annual Report (Washington, D.C., 1892), S. 213–345
- Preliminary Report on the Geology of the Common Roads of the United States, Geological Survey, Fifteenth Annual Report (Washington, D.C., 1895), S. 255–306.